# کارناوال (فیلم ۱۹۳۵)
کارناوال (انگلیسی: Carnival) فیلمی در ژانر کمدی رمانتیک به کارگردانی والتر لنگ است که در سال ۱۹۳۵ منتشر شد. از بازیگران آن می‌توان به جیمی دورنتی و لی تریسی اشاره کرد.